# Крістіне Фернек
Крістіне Фернек (нім. Christine Ferneck, 29 квітня 1968) — німецька хокеїстка на траві.
Срібна призерка Олімпійських Ігор 1992 року, учасниця 1988 року.